# Vreme zla
 Ovo je glavno značenje pojma Vreme zla. Za seriju napisanu po romanu pogledajte Vreme zla (serija).
Vreme zla (hr.: Vrijeme zla) je trilogija srpskog književnika Dobrice Ćosića, sačinjena od romana Grešnik (1985.), Otpadnik (1986.) i Vernik (1990.). Kronološki, ono je nastavak Ćosićeve tetralogije Vreme smrti, s radnjom koja se odvija od kraja dvadesetih godina 20. stoljeća, do sloma Užičke republike. Ovo djelo nagrađeno je Njegoševom nagradom za 1990. godinu, a 2021. godine po romanu je snimljena televizijska serija. 

## O djelu
Trilogija obuhvata period od kraja dvadesetih godina 20. stoljeća, do sloma Užičke republike. Likovi ovog romana prvi put su predstavljeni u Korenima, a osim u Vremenu smrti javljaju se i u romanima Deobe i Vreme vlasti.
Trilogija Vreme zla iznosi drugačije promišljanje prijelomnih događaja koji su sredinom 20 stoljeća doveli do građanskog rata i rađanja socijalističke Jugoslavije. Kada je u sto tisuća primjeraka 1985. objavljen njen prvi deo, Grešnik, tadašnja kritika ocijenila ga je kao "antikomunistički pamflet". Romanima Otpadnik 1986. godine i Vernik 1990. godine nastavlja se saga Ćosićeva obitelji Katić s povijesnim ličnostima onoga vremena i uz otvorenu reviziju službene historiografije.

## Vanjske poveznice
- Grešnik
- Otpadnik